# Bunyarit Prathomtas
Bunyarit Prathomtas (Thai บุญยฤทธิ์ ปฐมทัศน์) là một cầu thủ bóng đá người Thái Lan. Anh thi đấu cho câu lạc bộ ở Thai League 2 Krabi.